# Stanz bei Landeck
Stanz bei Landeck je obec v Rakousku ve spolkové zemi Tyrolsko v okrese Landeck. Žije zde 577 obyvatel.

## Poloha
Obec leží na jižní terase Lechtalských Alp asi 200 m nad městem Landeck. Stanz je také název údolí Stanz, které se táhne od Landecku až k průsmyku Arlberg. Území obce se rozkládá na jihu na řece Sanna v nadmořské výšce 800 m a na severu stoupá až do výšky 2800 m n. m.
Obec má rozlohu 7,3 km², z toho 13,5 % připadá na zemědělskou půdu a zahrady, 67,4 % pokrývá les a 18 % připasá na vysokohorské skalnaté území. Z celkové plochy území je 18,6% osídleno.

## Sousední obce
|       | Zams |         |
| Grins |      |         |
|       |      | Landeck |

## Historie
První osídlení pochází z doby před 4 000 lety. Slunná náhorní plošina nad soutokem řek Sanna a Inn byla osídlena již v předkřesťanských dobách. Nejstaršími artefakty, které zde byly nalezeny, jsou např. sekera, bronzový zvon, a lidská postava z doby laténské. Nálezy mincí z tohoto období ukazují, že vysokohorská cesta údolím Stanzertal a přes Arlberg byla využívána i v době římské okupace. První písemná zmínka o obci je z roku 1150. V polovině 13. století byl hrad Schrofenstein sídlem soudní pravomoci pro oblast od Schönwies k Arlbergu, Kappl v údolí Paznaun a horní část údolí Lechtal.
Na počátku 13. století byl postaven románský kostel, z něhož se dodnes dochovala věž až po špičatou věžičku. Stanzská farnost sloužila celému soudnímu okresu. V roce 1286 byla farnost přenesena do Zams a kolem roku 1470 byl kostel z větší části přestavěn do gotické podoby. Vlastní farností se Stanz znovu stal až v roce 1891.

## Turismus
- Nad obcí v nadmořské výšce 1122 m se tyčí ruiny zámku Schrofenstein z roku 1196.

- V obci se nachází jednolodní románský farní kostel svatého Petr a Pavla (Hl. Peter und Paul) ze 13. století s věží. Kostel, mimo románské věže, byl upraven do gotické podoby kolem roku 1470 a vysvěcen v roce 1482. V 16. století byla přistavěna sakristie. V roce 1910 byl kostel znovu rekonstruován v duchu regotizace. Na věž byla instalována vysoká jehlanová střecha. Kostel byl omítnutý a rohy stavby byly ozdobeny malovaným kvádrováním. V interiéru kostela je zachován oltář z roku 1642, tabernákl pochází z roku 1770. Křížová cesta je z 18. století. Loď kostela je zaklenuta žebrovou křížovou klenbou. Varhany pochází z roku 1796, byly upraveny v roce 1876 a v roce 1918 původní cínové píšťaly byly nahrazeny zinkovými.[5]
- V západní části obce stojí kaple svatého Vavřince a Šebestiána z počátku 18. století vysvěcená v roce 1713. Kapli postavil pravděpodobně nejslavnější rodák obce barokní stavitel Jakob Prandtauer. V sanktusníku na sedlové střeše je umístěn zvon z roku 1792.[6]
- Barokní hostinec Zum Löwen byl rodným domem stavitele Jakoba Prandtauera, který se podílel na výstavbě opatství v Melku v Dolních Rakousích.
- Na slunných svazích obce Stanz se daří švestkám, z nichž se v místních lihovarech (na 60 lihovarů) vyrábí jemná ovocná vodka. Od roku 2005 byla oblast pro tuto specialitu zařazena do regionálních specialit pod názvem Stanzer Zwetschke.[7]

## Znak
Blason: Štít dělený stříbrno-modře šikmo vlevo, na dělící čáře nad modrý hrad, pod polovinou zlaté slunce. Barvy obecní vlajky: modro-žlutá.
Diagonální dělení symbolizuje položení obce ve strmém svahu. Nad ním se tyčí hrad Schrofenstein jako krajinná dominanta. Slunce a stříbrná barva poukazuje na mimořádnou hojnost slunečního svitu a modrá barva nezbytné zavlažování.